# Бейнеу
Бейне́у (каз. Бейнеу) — село, центр Бейнеуського району Мангистауської області Казахстану. Адміністративний центр та єдиний населений пункт Бейнеуського сільського округу.
Населення — 55842 особи (2021; 32452 у 2009, 14299 у 1999, 11913 у 1989).

## Географія
Село розташоване на слабкопогорбованій рівнині з абсолютними відмітками 10-30 м. Постійні водотоки відсутні. Рослинність пустельна, рідка.

### Клімат
Село знаходиться у зоні, котра характеризується кліматом тропічних пустель. Найтепліший місяць — липень із середньою температурою 27.8 °C (82 °F). Найхолодніший місяць — січень, із середньою температурою -7.3 °С (18.9 °F).
| Клімат Бейнеу           | Клімат Бейнеу | Клімат Бейнеу | Клімат Бейнеу | Клімат Бейнеу | Клімат Бейнеу | Клімат Бейнеу | Клімат Бейнеу | Клімат Бейнеу | Клімат Бейнеу | Клімат Бейнеу | Клімат Бейнеу | Клімат Бейнеу | Клімат Бейнеу |
| Показник                | Січ.          | Лют.          | Бер.          | Квіт.         | Трав.         | Черв.         | Лип.          | Серп.         | Вер.          | Жовт.         | Лист.         | Груд.         | Рік           |
| Середній максимум, °C   | −3            | −1,9          | 5,4           | 17,8          | 25,7          | 30,7          | 33,4          | 31,4          | 25            | 15            | 7             | 0,4           | 15,6          |
| Середня температура, °C | −7,3          | −7            | 1             | 11,8          | 19,8          | 24,9          | 27,8          | 25,1          | 18,6          | 9             | 2,9           | −2,8          | 10,3          |
| Середній мінімум, °C    | −11,2         | −11,4         | −4,4          | 5,3           | 12,3          | 16,8          | 19,8          | 17,4          | 11,6          | 3,6           | −1,6          | −7            | 4,3           |
| Норма опадів, мм        | 7.6           | 5.9           | 12.2          | 12.3          | 11            | 11.5          | 8.2           | 4.8           | 6.9           | 9.7           | 11.2          | 10.6          | 111.9         |
| Днів з опадами          | 7,7           | 6,1           | 7             | 5,9           | 5             | 4,8           | 3,8           | 3,3           | 3,7           | 5,8           | 6,4           | 8,1           | 67,6          |
| Вологість повітря, %    | 93.5          | 89            | 74.8          | 52.7          | 41.4          | 38.5          | 38.1          | 40            | 44.9          | 61.5          | 78.4          | 90            | 61.9          |
| ----------------------- | ------------- | ------------- | ------------- | ------------- | ------------- | ------------- | ------------- | ------------- | ------------- | ------------- | ------------- | ------------- | ------------- |
| Джерело: Weatherbase    |               |               |               |               |               |               |               |               |               |               |               |               |               |

## Історія
Село було засноване 1960 року як залізнична станція при будівництві залізниці Макат — Мангишлак. 1970 року збудована залізниця від Бейнеу до Кунграда (Узбекистан) довжиною 408 км. Селище з часом стало залізничним вузлом, отримало статус смт.
У грудні 2010 року почалось будівництво газопроводу Бейнеу — Бозой — Шимкент, який служитиме для транспортування природного газу із західного Казахстану до південних областей країни, а також експорту до Китаю. Довжина газопроводу складе майже 1,5 тисячі км. Також планується будівництво залізниці Бейнеу — Аральськ — Жезказган загальною протяжністю 988 км (ділянка Аральськ — Жезказган вже збудована).

## Інфраструктура
Село забудоване розріджено, квартально, переважно двоповерховими будинками. Ширина вулиць 25-30 м, озеленені слабко. У селі є однойменна залізнична станція, на північному заході міститься внутрішній аеропорт. Біля села проходить газопровід «Середня Азія — Центр». Водопостачання здійснюється завдяки водопроводу Кунград — Бейнеу — Кульсари.